# Autóút M2
L' autóút M2 (in italiano "superstrada M2") è un'autostrada ungherese che connette Budapest con Vác.
La lunghezza totale prevista è di 70 km (di cui ne sono stati realizzati 42), ha origine dal raccordo anulare di Budapest e terminerà,una volta completata, al confine con la Slovacchia, ricalcando l'itinerario della strada europea E77. Attualmente è autostrada solo fino a Vác, dopodiché il percorso continua sulla strada statale 2. È prevista l'estensione dell'autostrada (non ancora progettata) fino a Salgótarján, nei pressi del confine con la Slovacchia.

## Percorso
| BUDAPEST (M0) - VÁC | |    |                |
| Tipo                | Indicazione                                                                                                   | km | Strada europea |
|                     | Budapest piazza Ádám Clark                                                                                    | 0  |                |
|                     | Raccordo anulare di Budapest Budapest Budapest-Liszt Ferenc Nyíregyháza, Szeged Újpest, Dunakeszi, Szentendre | 17 |                |
|                     | Inizio tratto superstradale                                                                                   |    |                |
|                     | Dunakeszi / Fót                                                                                               | 21 |                |
|                     | Dunakeszi-Tóváros / Fót-Kisláng                                                                               | 23 |                |
|                     | Dunakeszi-Révdűlő                                                                                             | 25 |                |
|                     | Area di servizio "Dunakeszi"                                                                                  |    |                |
|                     | Göd | 28 |                |
|                     | Sződliget | 34 |                |
|                     | Vác-dél | 36 |                |
|                     | Tahitótfalu, Vác-Alsóváros / Rád, Vácduka                                                                     | 38 |                |
|                     | Vác-centrum / Kosd                                                                                            | 42 |                |
|                     | Vác-észak, Nagymaros                                                                                          | 48 |                |
|                     | Traforo (1083 m)                                                                                              |    |                |
|                     | Ponte (550 m)                                                                                                 |    |                |
|                     | Traforo (655 m)                                                                                               |    |                |
|                     | Nógrád / Nőtincs                                                                                              | 52 |                |
|                     | Ponte (1225 m)                                                                                                |    |                |
|                     | Rétság-dél | 59 |                |
|                     | Ponte (445 m)                                                                                                 |    |                |
|                     | Area di parcheggio "Rétsági"                                                                                  |    |                |
|                     | Rétság-észak, Érsekvadkert, Balassagyarmat                                                                    | 65 |                |
|                     | Ponte (550 m)                                                                                                 |    |                |
|                     | Nagyoroszi | 74 |                |
|                     | Area di servizio "Drégelypalánki"                                                                             |    |                |
|                     | Confine di Stato Hont – Šahy                                                                                  | 87 |                |
|                     | Superstrada R3 in direzione Zvolen, Slovacchia                                                                |    |                |